# Euphrasia hirtella
Euphrasia hirtella är en snyltrotsväxtart som beskrevs av Jordan och Reuter. Euphrasia hirtella ingår i släktet ögontröster, och familjen snyltrotsväxter. Inga underarter finns listade i Catalogue of Life.

## Bildgalleri

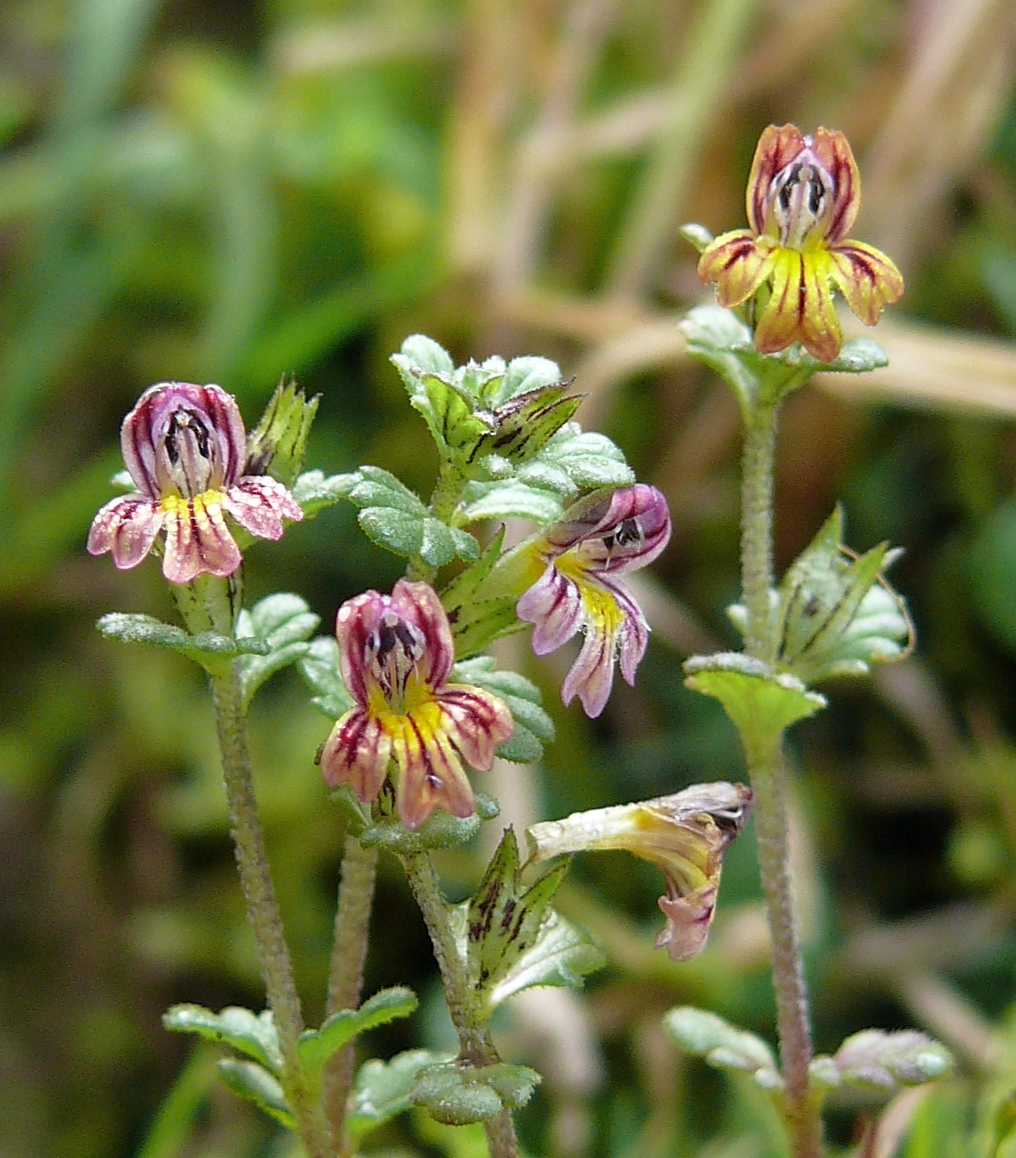
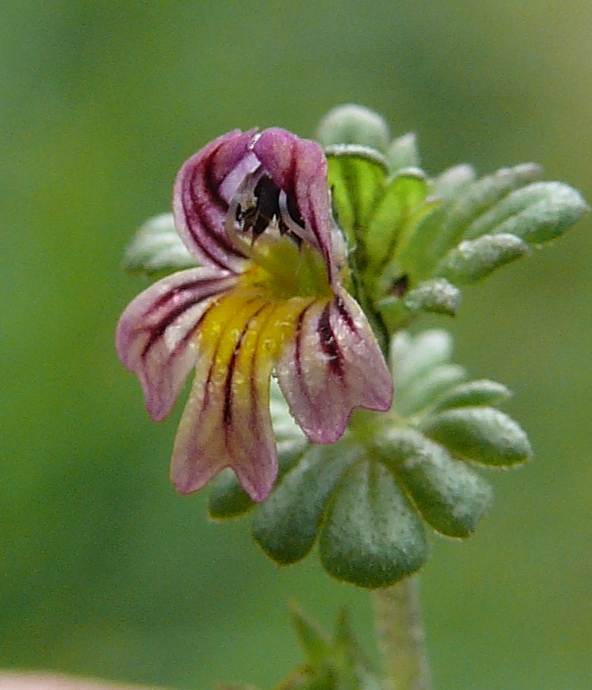